# Stade Sobeys
Le stade Sobeys (en anglais : Sobeys Stadium), anciennement le Centre Aviva et le Centre Rexall, est un stade de tennis situé à Toronto. D'une capacité de 12 500 places, c'est le plus grand stade de tennis du Canada. Il accueille chaque année le Tournoi de tennis du Canada, un tournoi professionnel des circuits de l'ATP et de la WTA. Le stade Sobeys accueille le tournoi masculin les années impaires et le tournoi féminin les années paires, le tournoi de l'autre sexe ayant lieu à Montréal ces années-là. L'établissement est également un centre d'entraînement de tennis ouvert toute l'année. Le stade principal est parfois utilisé pour des concerts saisonniers. Le stade se trouve sur le campus Keele de l'Université York à North York, Toronto.

## Description

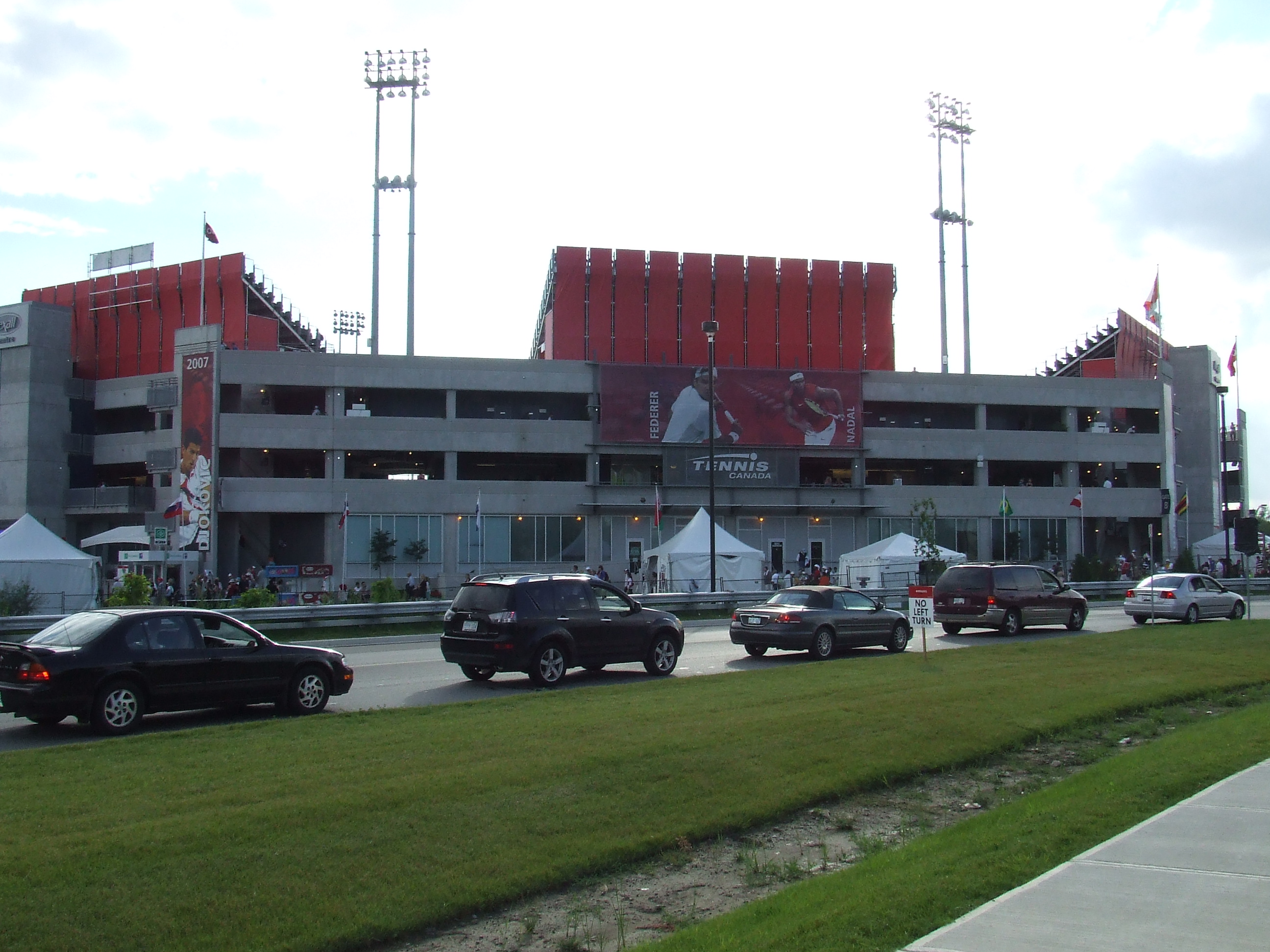
L'extérieur du stade Sobeys.

Construit en 2004, le site peut accueillir 12 500 spectateurs. Il y a 11 autres courts annexes à côté du stade. Les douze courts utilisent la surface acrylique rembourrée Decoturf, la même surface qu'à l'US Open. Le stade dispose de 39 suites exécutives et de deux suites de réception.
Le stade Sobeys abrite également les bureaux torontois de Tennis Canada et de l'Association de tennis de l'Ontario. Le terrain sert de centre d'entraînement de tennis national et provincial toute l'année, offrant 16 courts (dont huit intérieurs). Le stade est également utilisé pour l'organisation de compétitions et d'entraînements interuniversitaires et d'entraînements hivernaux. Pendant l'année scolaire, un tarif réduit sur les courts intérieurs est offert aux étudiants de l'Université York en semaine pendant la journée. C'est le lieu de la cérémonie de Remise des diplômes de cette université chaque année.
L'installation est située à l'extrémité nord-ouest de l'Université de York, au sud-est de Jane Street et de Steeles Avenue West, à l'intersection de Shoreham Drive et de Pond Road. À l'ouest de l'installation se trouvent des parcs forestiers le long du Black Creek. Les bois de Saywell et l'étang de Stong sont situés au sud et à l'est de l'installation.

## Historique
Le stade est construit pour remplacer le Centre national de tennis, qui est démoli en 2003. L'installation ouvre ses portes le 26 juillet 2004 sous le nom de Centre Rexall dans le cadre d'un accord de droits de dénomination avec la chaîne de pharmacies Rexall. Le match d'ouverture est disputé entre Andre Agassi et Tommy Haas en présence de 10 500 personnes. Le stade Sobeys est l'un des deux sites de l'Omnium canadien. Le tournoi de tennis alterne ses compétitions masculines et féminines chaque année avec le stade IGA de Montréal.
En 2011, le stade accueille le BlackCreek Summer Music Festival, une série de concerts de jazz, d'opéra, de musique populaire et symphonique.
En 2014, le site est nommé hôte des épreuves de tennis des Jeux panaméricains de 2015 .
En 2015, l'installation est rebaptisée Centre Aviva après avoir conclu un nouvel accord de droits de dénomination avec la multinationale britannique d'assurance Aviva.
En 2017, le stade Sobeys accueille les cérémonies d'ouverture des Jeux autochtones de l'Amérique du Nord de 2017 .
En 2022, le stade est renommé Stade Sobeys après que la chaîne de supermarchés canadienne Sobeys a obtenu les droits de dénomination du site.

### Tunnel mystérieux
En février 2015, le service de police de Toronto a annoncé la découverte d'un tunnel « mystérieux » situé à quelques centaines de mètres de l'installation, une anecdote qui est devenue populaire par la suite,. Il a ensuite été révélé qu'il s'agissait d'une "caverne d'homme". Les deux hommes dans la vingtaine qui ont creusé la caverne n'avaient aucune intention criminelle et ne sont pas affiliés à l'Université York, au Centre Rexall (comme on l'appelait alors) ou aux Jeux panaméricains. Le Toronto Sun a identifié l'un des hommes qui a été condamné à une amende de 800 $ au lieu d'avoir un casier judiciaire. Son employeur a déclaré qu'il avait emprunté et perdu les outils utilisés pour creuser le tunnel.

## Accès
L'installation est située sur Shoreham Drive, qui est relié à la rue Jane, juste au sud de l'avenue Steeles. Il y a environ 7 000 places de stationnement dans les environs. La station de métro Pioneer Village est située à quelques pas du stade. Le bus 106 Sentinel relie le stade et la station de métro.